# توم (لاعب كرة قدم)
توم (23 يوليو 1985 في البرازيل - ) هو لاعب كرة قدم برازيلي في مركز الوسط. لعب مع معمورة العزيز سبور ونادي إسطنبول باشاكشهر ونادي ليتكس لوفتش وAssociação Portuguesa Londrinense ‏.

## وصلات خارجية
- توم على موقع اتحاد تركيا (لاعب) (الإنجليزية)
- توم على موقع قاعدة بيانات كرة القدم.إي يو (الإنجليزية)
- توم على موقع Soccerway.com (الإنجليزية)
- توم على موقع عالم كرة القدم.نت (الإنجليزية)